# ヘンドリック・ブスト
ヘンドリック・ヨーゼフ・ヴュスト（ドイツ語: Hendrik Josef Wüst、1975年7月19日 - ）は、ドイツの政治家。2021年から、ノルトライン＝ヴェストファーレン州首相を務める。ドイツキリスト教民主同盟（CDU）所属。

## 来歴
1975年にノルトライン＝ヴェストファーレン州のレーデで生まれる。1995年にアビトゥーア試験に合格し、ミュンスター大学に入学して法律を学んだ。2003年、弁護士資格を取得。
2005年に実施されたノルトライン＝ヴェストファーレン州議会選に立候補し、当選。州議会では最年少の議員となった。2017年、アルミン・ラシェットが率いる州政府の運輸大臣に就任した。
2021年10月27日、アルミン・ラシェットの後任としてノルトライン＝ヴェストファーレン州の首相に就任。2022年6月28日の州議会における首相選出選挙では自陣営より4人の造反があったものの、181人中106票を獲得し再選出された。